# Giannīs Andrianopoulos
Giannīs Andrianopoulos, traslitterato anche Ioanis Andrianopoulos o Ioannis Andrianopoulos (in greco Γιάννης Ανδριανόπουλος?; Il Pireo, 1900 – Il Pireo, 6 novembre 1958), è stato un calciatore greco, di ruolo attaccante.

## Carriera

### Nazionale
Fece parte della nazionale greca che partecipò ai Giochi olimpici di Anversa, disputò l'unica partita giocata dalla sua nazionale in quell'edizione.